# Ectemnia taeniatifrons
Ectemnia taeniatifrons är en tvåvingeart som först beskrevs av Günther Enderlein 1925.  Ectemnia taeniatifrons ingår i släktet Ectemnia och familjen knott. Inga underarter finns listade i Catalogue of Life.